# Fussballclub Aarau 1902 2008-2009
Questa voce raccoglie le informazioni riguardanti il Fussballclub Aarau 1902 nelle competizioni ufficiali della stagione 2008-2009.

## Stagione
Nella stagione 2008-2009 l'Aarau, allenato da Ryszard Komornicki, concluse il campionato di Super League al 5º posto. In Coppa Svizzera l'Aarau fu eliminato al secondo turno dal San Gallo.

## Rosa
| N. |                        | Ruolo | Calciatore           |
| -- | ---------------------- | ----- | -------------------- |
| 1  | Svizzera (bandiera)    | P     | Ivan Benito          |
| 1  | Svizzera (bandiera)    | P     | Joël Mall            |
| 5  | Brasile (bandiera)     | C     | Carlinhos            |
| 6  | Svizzera (bandiera)    | C     | Sandro Burki         |
| 7  | Brasile (bandiera)     | D     | Paulinho             |
| 8  | Argentina (bandiera)   | A     | Francisco Guerrero   |
| 10 | Kosovo (bandiera)      | C     | Kristian Nushi       |
| 13 | Argentina (bandiera)   | C     | Sergio Bastida       |
| 14 | Svizzera (bandiera)    | C     | Daniel Tarone        |
| 15 | Svizzera (bandiera)    | D     | Jonas Elmer          |
| 17 | Romania (bandiera)     | A     | Cristian Florin Ianu |
| 19 | Lussemburgo (bandiera) | C     | Mario Mutsch         |
| 20 | Svizzera (bandiera)    | D     | Frédéric Schaub      |

| N. |                               | Ruolo | Calciatore         |
| -- | ----------------------------- | ----- | ------------------ |
| 21 | Svizzera (bandiera)           | D     | Giuseppe Rapisarda |
| 23 | Svizzera (bandiera)           | C     | David Marazzi      |
| 24 | Svizzera (bandiera)           | D     | Frédéric Page      |
| 25 | Svizzera (bandiera)           | D     | Giuseppe Aquaro    |
| 26 | Svizzera (bandiera)           | A     | Patrick Bengondo   |
| 26 | Romania (bandiera)            | A     | Daniel Oprița      |
| 27 | Svizzera (bandiera)           | C     | Steven Lang        |
| 27 | Macedonia del Nord (bandiera) | A     | Ivan Pejčić        |
| 28 | Brasile (bandiera)            | A     | Rogério            |
| 29 | Kosovo (bandiera)             | A     | Skender Zeqiri     |
| 30 | Svizzera (bandiera)           | P     | Sascha Studer      |
| 31 | Svizzera (bandiera)           | C     | Emir Sinanović     |

## Organigramma societario
Area tecnica
- Allenatore: Jeff Saibene
- Allenatore in seconda:
- Preparatore dei portieri: Neno Kuruzovic
- Preparatori atletici:

## Calciomercato

### Sessione estiva
| Acquisti | Acquisti         | Acquisti        | Acquisti |
| R.       | Nome             | da              | Modalità |
| -------- | ---------------- | --------------- | -------- |
| C        | Steven Lang      | Neuchâtel Xamax |          |
| C        | David Marazzi    | San Gallo       |          |
| D        | Giuseppe Aquaro  | Vaduz           |          |
| A        | Patrick Bengondo | Winterthur      |          |
| A        | Ivan Pejčić      | Rabotnički      |          |
| D        | Frédéric Schaub  | Wohlen          |          |
| C        | Emir Sinanović   | Aarau II        |          |

| Cessioni | Cessioni        | Cessioni      | Cessioni |
| R.       | Nome            | a             | Modalità |
| -------- | --------------- | ------------- | -------- |
| D        | Sven Christ     | Sursee        |          |
| P        | Massimo Colomba | Grasshoppers  |          |
| C        | Djamel Mesbah   | Lucerna       |          |
| D        | Gábor Nagy      | APEP Pitsilia |          |
| C        | Gürkan Sermeter | Bellinzona    |          |

### Sessione invernale
| Acquisti | Acquisti      | Acquisti           | Acquisti |
| R.       | Nome          | da                 | Modalità |
| -------- | ------------- | ------------------ | -------- |
| A        | Daniel Oprița | Lorca Deportiva CF |          |
| P        | Sascha Studer | Concordia Basilea  |          |

| Cessioni | Cessioni      | Cessioni          | Cessioni |
| R.       | Nome          | a                 | Modalità |
| -------- | ------------- | ----------------- | -------- |
| A        | Goran Antić   | Winterthur        |          |
| P        | Sascha Studer | Concordia Basilea |          |

## Risultati

### Super League

#### Prima fase, girone di andata
| Arbitro: | Kever |

|                           |           |            |
| Ianu 10’, 35’ Rogério 67’ | Marcatori | 90’ M'Futi |

| Arbitro: | Hänni |

|  |           |                      |
|  | Marcatori | 38’ Ianu 49’ Rogério |

| Arbitro: | Bertolini |

|                        |           |              |
| Burki 30’ Bengondo 75’ | Marcatori | 58’ Alphonse |

| Neuchâtel 2 agosto 2008, ore 17:45 CEST 4ª giornata | Neuchâtel Xamax | 0 – 0 referto | Aarau | La Maladière (5 575 spett.)\| Arbitro: \| Kever \| |
| Arbitro:                                            | Kever           |               |       |                                                    |

| Arbitro: | Circhetta |

|          |           |  |
| Ianu 29’ | Marcatori |  |

| Arbitro: | Rogalla |

|                 |           |            |
| Lustrinelli 19’ | Marcatori | 43’ Mutsch |

| Arbitro: | Busacca |

|                                        |           |                                           |
| Schneuwly 5’ Yapi Yapo 31’ Doumbia 87’ | Marcatori | 24’ Rapisarda 84’ (rig.), 90’ (rig.) Ianu |

| Arbitro: | Laperrière |

|  |           |                               |
|  | Marcatori | 45’ Chipperfield 63’ Gelabert |

| Zurigo 13 settembre 2008, ore 17:45 CEST 9ª giornata | Grasshoppers | 0 – 0 referto | Aarau | Stadio Letzigrund (4 500 spett.)\| Arbitro: \| Studer \| |
| Arbitro:                                             | Studer       |               |       |                                                          |

#### Prima fase, girone di ritorno
| Arbitro: | Busacca |

|               |           |             |
| Domínguez 90’ | Marcatori | 40’ Bastida |

| Arbitro: | Petignat |

|                                        |           |  |
| Bengondo 2’, 87’ Burki 17’ Rogério 47’ | Marcatori |  |

| Arbitro: | Studer |

|                                   |           |  |
| Alphonse 36’, 55’, 63’ Hassli 48’ | Marcatori |  |

| Arbitro: | Rogalla |

|                       |           |           |
| Rogério 14’ Burki 54’ | Marcatori | 10’ Besle |

| Arbitro: | Grossen |

|                                              |           |  |
| Chiumiento 3’ (rig.) Ferreira 79’ Ravasi 89’ | Marcatori |  |

| Arbitro: | Studer |

|  |           |            |
|  | Marcatori | 66’ Diarra |

| Arbitro: | Kever |

|           |           |            |
| Nushi 14’ | Marcatori | 32’ Varela |

| Arbitro: | Rogalla |

|                               |           |             |
| Ergić 3’ Perović 49’ Frei 67’ | Marcatori | 44’ Rogério |

| Arbitro: | Circhetta |

|            |           |  |
| Aquaro 62’ | Marcatori |  |

#### Seconda fase, girone di andata
| Arbitro: | Kever |

|                |           |              |
| Steinarsson 3’ | Marcatori | 63’ Bengondo |

| Aarau 14 febbraio 2009, ore 17:45 CET 20ª giornata | Aarau   | 0 – 0 referto | Neuchâtel Xamax | Stadion Brügglifeld (3 500 spett.)\| Arbitro: \| Busacca \| |
| Arbitro:                                           | Busacca |               |                 |                                                             |

| Arbitro: | Rogalla |

|                                     |           |  |
| Schneuwly 14’, 81’ Doumbia 75’, 89’ | Marcatori |  |

| Arbitro: | Graf |

|  |           |                                |
|  | Marcatori | 22’ Linz 49’ Salatic 50’ Lulić |

| Arbitro: | Hänni |

|                                                    |           |              |
| Huggel 77’ (rig.) Rapisarda 82’ (aut.) Stocker 85’ | Marcatori | 27’ Bengondo |

| Aarau 14 marzo 2009, ore 17:45 CET 24ª giornata | Aarau      | 0 – 0 referto | Lucerna | Stadion Brügglifeld (6 300 spett.)\| Arbitro: \| Zimmermann \| |
| Arbitro:                                        | Zimmermann |               |         |                                                                |

| Arbitro: | Bieri |

|            |           |  |
| Aquaro 11’ | Marcatori |  |

| Arbitro: | Grossen |

|                      |           |            |
| Abdi 73’ Mehmedi 90’ | Marcatori | 44’ Mutsch |

| Aarau 11 aprile 2009, ore 17:45 CEST 27ª giornata | Aarau    | 0 – 0 referto | Bellinzona | Stadion Brügglifeld (4 700 spett.)\| Arbitro: \| Stuchlik \| |
| Arbitro:                                          | Stuchlik |               |            |                                                              |

#### Seconda fase, girone di ritorno
| Arbitro: | Graf |

|                |           |                         |
| Lustrinelli 6’ | Marcatori | 47’ Paulinho 57’ Aquaro |

| Arbitro: | Studer |

|  |           |                              |
|  | Marcatori | 49’ Đurić 72’ Abdi 87’ Nikçi |

| Arbitro: | Grossen |

|                                     |           |  |
| Paulinho 12’ (aut.) Monterrubio 39’ | Marcatori |  |

| Arbitro: | Busacca |

|                                  |           |  |
| Frimpong 38’, 84’, 90’ Paiva 85’ | Marcatori |  |

| Arbitro: | Zimmermann |

|                                      |           |            |
| Marazzi 23’ Bastida 38’ Bengondo 61’ | Marcatori | 41’ Huggel |

| Arbitro: | Graf |

|           |           |              |
| Callà 27’ | Marcatori | 75’ Bengondo |

| Arbitro: | Studer |

|  |           |             |
|  | Marcatori | 50’ Doumbia |

| Arbitro: | Bieri |

|                                          |           |            |
| Chihab 64’ (rig.) Hodžić 68’ Nuzzolo 90’ | Marcatori | 73’ Pejčić |

| Arbitro: | Zimmermann |

|                            |           |  |
| Sinanović 52’ Bengondo 70’ | Marcatori |  |

### Coppa Svizzera
| 20 settembre 2008, ore 15:00 CEST Primo turno | SC Binningen | 2 – 6 | Aarau |  |

| 18 ottobre 2008, ore 18:00 CEST Secondo turno | San Gallo | 2 – 0 | Aarau |  |

## Statistiche

### Statistiche di squadra
| Competizione   | Punti | In casa | In casa | In casa | In casa | In casa | In casa | In trasferta | In trasferta | In trasferta | In trasferta | In trasferta | In trasferta | Totale | Totale | Totale | Totale | Totale | Totale | DR  |
| Competizione   | Punti | G       | V       | N       | P       | Gf      | Gs      | G            | V            | N            | P            | Gf           | Gs           | G      | V      | N      | P      | Gf     | Gs     | DR  |
| -------------- | ----- | ------- | ------- | ------- | ------- | ------- | ------- | ------------ | ------------ | ------------ | ------------ | ------------ | ------------ | ------ | ------ | ------ | ------ | ------ | ------ | --- |
| Super League   | 44    | 18      | 9       | 4       | 5       | 20      | 15      | 18           | 2            | 7            | 9            | 15           | 36           | 36     | 11     | 11     | 14     | 35     | 51     | -16 |
| Coppa Svizzera | -     | 0       | 0       | 0       | 0       | 0       | 0       | 2            | 1            | 0            | 1            | 6            | 4            | 2      | 1      | 0      | 1      | 6      | 4      | +2  |
| Totale         | 44    | 18      | 9       | 4       | 5       | 20      | 15      | 20           | 3            | 7            | 10           | 21           | 40           | 38     | 12     | 11     | 15     | 41     | 55     | -14 |

### Andamento in campionato
| Giornata  | 1 | 2 | 3 | 4 | 5 | 6 | 7 | 8 | 9 | 10 | 11 | 12 | 13 | 14 | 15 | 16 | 17 | 18 | 19 | 20 | 21 | 22 | 23 | 24 | 25 | 26 | 27 | 28 | 29 | 30 | 31 | 32 | 33 | 34 | 35 | 36 |
| --------- | - | - | - | - | - | - | - | - | - | -- | -- | -- | -- | -- | -- | -- | -- | -- | -- | -- | -- | -- | -- | -- | -- | -- | -- | -- | -- | -- | -- | -- | -- | -- | -- | -- |
| Luogo     | C | T | C | T | C | T | T | C | T | T  | C  | T  | C  | T  | C  | C  | T  | C  | T  | C  | T  | C  | T  | C  | C  | T  | C  | T  | C  | T  | T  | C  | T  | C  | T  | C  |
| Risultato | V | V | V | N | V | N | N | P | N | N  | V  | P  | V  | P  | P  | N  | P  | V  | N  | N  | P  | P  | P  | N  | V  | P  | N  | V  | P  | P  | P  | V  | N  | P  | P  | V  |
| Posizione | 1 | 1 | 1 | 1 | 1 | 2 | 2 | 4 | 4 | 4  | 3  | 3  | 3  | 3  | 5  | 5  | 5  | 5  | 5  | 5  | 5  | 5  | 5  | 5  | 5  | 5  | 5  | 5  | 5  | 5  | 5  | 5  | 5  | 6  | 6  | 5  |

Legenda:

Luogo: C = Casa; T = Trasferta. Risultato: V = Vittoria; N = Pareggio; P = Sconfitta.

### Statistiche dei giocatori
| G. Antić     | 6  | 0 | 0 | 0 |
| G. Aquaro    | 20 | 3 | 1 | 0 |
| S. Bastida   | 35 | 2 | 1 | 0 |
| P. Bengondo  | 33 | 8 | 6 | 1 |
| I. Benito    | 36 | 0 | 1 | 0 |
| S. Burki     | 34 | 3 | 0 | 0 |
| C. Carlinhos | 1  | 0 | 0 | 0 |
| J. Elmer     | 23 | 0 | 1 | 0 |
| F. Guerrero  | 14 | 0 | 0 | 0 |
| C. Ianu      | 33 | 6 | 4 | 0 |
| S. Lang      | 22 | 0 | 2 | 0 |
| J. Mall      | 0  | 0 | 0 | 0 |
| D. Marazzi   | 26 | 1 | 5 | 0 |
| M. Mutsch    | 34 | 2 | 6 | 1 |
| K. Nushi     | 25 | 1 | 5 | 0 |
| D. Oprița    | 15 | 0 | 1 | 0 |
| F. Page      | 35 | 0 | 6 | 0 |
| P. Paulinho  | 36 | 1 | 2 | 0 |
| I. Pejčić    | 15 | 1 | 2 | 0 |
| G. Rapisarda | 23 | 1 | 3 | 0 |
| R. Rogério   | 12 | 5 | 3 | 0 |
| F. Schaub    | 3  | 0 | 0 | 0 |
| E. Sinanović | 4  | 1 | 0 | 0 |
| S. Studer    | 0  | 0 | 0 | 0 |
| D. Tarone    | 14 | 0 | 1 | 0 |
| S. Zeqiri    | 3  | 0 | 0 | 0 |